# マリンゲート塩釜

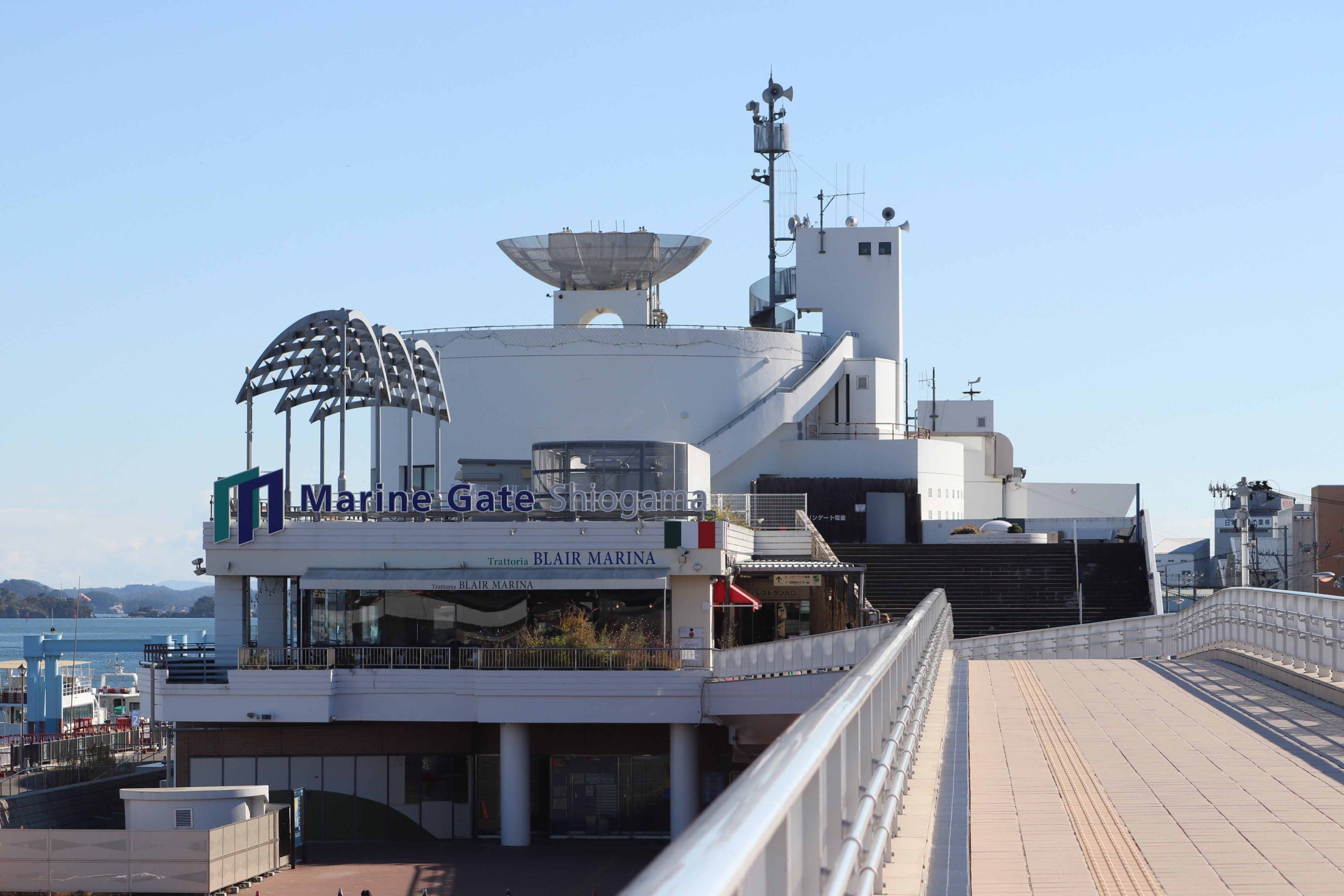
マリンゲート塩釜（2022年10月31日）

マリンゲート塩釜（マリンゲートしおがま）は、宮城県塩竈市にある塩釜港の「塩釜港旅客ターミナル」の愛称である。施設はみなとオアシス・マリンゲート塩釜としてみなとオアシスに登録されている。
浦戸諸島を結ぶ塩竈市営汽船の発着所であるとともに日本三景・松島遊覧の遊覧船の発着場である。

## 概要
松島遊覧は、マリンゲート塩釜から出発して松島を遊覧し塩釜に戻ってくるコースと、松島海岸から出発して松島海岸に戻ってくるコースの2つがある。
他に、マリンゲート塩釜にはレストランなどの飲食店も入っている。
また、マリンゲート塩釜は、明仁天皇・美智子皇后が訪れたことでも知られている。

## 所在地
宮城県塩竈市港町1丁目4番1号